# Prince of Persia 2: The Shadow and the Flame
Prince of Persia 2: The Shadow and the Flame (Príncipe de Persia 2: La Sombra y la Llama) es un videojuego de plataforma diseñado por Broderbund en 1993.
Tuvo un remake en HD para teléfonos inteligentes y tabletas con iOS y Android en 2013. La versión original para DOS está disponible gratuitamente en Internet Archive.

## Gameplay
Similar al primer Príncipe de Persia, el jugador debe explorar varias áreas corriendo, saltando, evitando trampas, solucionando rompecabezas y bebiendo pociones mágicas. Príncipe de Persia 2 es, aún más difícil que su predecesor. En el primer juego, los enemigos aparecen sólo ocasionalmente y de uno en uno, mientras en la secuela, hasta cuatro enemigos pueden aparecer juntos. El juego debe completarse en un plazo máximo estricto de 75 minutos. Las vidas son ilimitadas, pero el tiempo no puede ser recuperado (excepto volviendo a un juego anteriormente salvado).

## Argumento
Tiene lugar once días después de los acontecimientos del primer juego. Durante este periodo, el Príncipe fue aclamado como un héroe por haber derrotado a Jaffar. Un día el príncipe está entrando en palacio y una maldición cambia su aspecto por el de un mendigo. Nadie le reconoce, y cuando intenta hablar con la Princesa, un hombre que ha copiado su aspecto (Jaffar, mágicamente disfrazado) emerge de las sombras y ordena que sea apresado. Con los guardias pisándole los talones el jugador logra llegar al puerto y colarse en un barco.
El barco en golpeado por una tormenta invocada por Jaffar. Cuándo el Príncipe recupera la consciencia, se encuentra en la playa de una isla extranjera. Entra en una cueva llena de esqueletos humanos reanimados que le atacan y finalmente escapa en una alfombra mágica. Mientras tanto, en Persia, Jaffar ocupa el tronoy la Princesa cae enferma bajo su maléfica influencia.
La alfombra mágica lleva al Príncipe a las ruinas de una ciudad llena de fantasmas, culebras y trampas. Llegando a lo que parece un trono, el Príncipe pierde la consciencia y una mujer misteriosa, su madre, le revela que el es un auténtico Príncipe y el único superviviente de la masacre llevada a cabo por los "ejércitos de oscuridad". Ella le pide que haga justicia a sus familiares asesinados.
El Príncipe monta un caballo mágico hasta un templo rojo, habitado por monjes-pájaro. Allí,  encuentra que su sombra, creada en los acontecimientos del juego original, ahora puede dejar su cuerpo a voluntad. Usa su sombra para obtener la llama mágica del templo y vuelve a Persia a lomo de su caballo. Con la sombra y la llama, consigue derrotar a Jaffar.
Con Jaffar muerto la Princesa despierta. El Príncipe ordena que las cenizas del Visir sean esparcidas. En el final del juego se produce un cliffhanger cuando una bruja es mostrada mirando a los príncipes a través de una bola de cristal. Según Jordan Mechner la historia iba a continuar en una secuela, la cual nunca vio la luz.

## Remakes
Titus Software adaptó el juego a SNES en 1996 pero con varios niveles menos, incluyendo el último. El juego también puede ser desbloqueado en la Xbox NTSC versión de Príncipe de Persia: Las Arenas de Tiempo si encuentras un área secreta. Aun así, en GameCube, PlayStation 2 y Xbox lo que se desbloquea es el Príncipe 1 original.
En 2013 un remake HD del juego estuvo disponible para iOS y Android. El juego incluye opciones para botones virtuales.

## Recepción
Según Jordan Mechner, Príncipe de Persia 2 fue un éxito comercial, con ventas de 750,000 unidades por 2000.
Charles Ardai escribió en Computer Gaming World que "Príncipe de Persia 2 es más cruel, mas furioso, mas dificil, el mejor de su tipo que nunca he jugado", "absolutamente irresistible". Criticó el savegame y otros aspectos del gameplay, pero concluyó que el juego "merece la pena... Un virtuoso rendimiento por parte de Mechner".
Power Juego dio al juego un 68% de puntuación.
Príncipe de Persia 2 fue considerado el juego de Acción del año en junio de 1994. Los editores escribieron que supera a su predecesor con alcance cinemático, acción vívida y rompecabezas intimidantes".
GamePro dio a la versión para Super NES una revisión mixta. Criticó los efectos de sonido, pero alabó la música y el reto que supone acabarlo.